# L.A. Zombie
L.A. Zombie (bra: L.A. Zombie) é um filme teuto-estadunidense de 2010, escrito e dirigido por Bruce LaBruce e apresenta o ator pornográfico  François Sagat no papel principal. O filme estreou no Locarno International Film Festival na  Suíça em 2010.

## Sumário
Um sem-teto esquizofrênico (François Sagat), pensa que é um alienígena zumbi enviado a terra. Ele perambula pelas ruas de Los Angeles procurando por cadáveres, tentando depois voltar à vida participando de relações sexuais homossexuais.[carece de fontes?]

## Elenco
- François Sagat
- Matthew Rush
- Erik Rhodes
- Francesco D'Macho
- Wolf Hudson
- Tony Ward
- Santino Rice
- Deadlee

## Lançamento
Em 30 de Janeiro de 2010, o filme teve uma prévia na Peres Project Exhibit em Berlin, Alemanha, como parte do show "L.A. Zombie: The Movie That Would Not Dei". Uma coleção de retratos de Bruce LaBruce do filme também foram mostrados na exposição, principalmente fotos mostrando Sagat como um zumbi. O Locarno Film Festival apresentou L.A. Zombie como competidor durante sua realização em Agosto daquele ano.
O filme estava escalado para estrear no Melbourne International Film Festival na Austrália durante o mês de agosto de 2010. Entrementes, o filme foi barrado devido à sua classificação indicativa. Na lei australiana, filmes que tem sua classificação negada são proibidos de serem importados, vendidos, distribuidos ou serem exibidos em eventos públicos. Em contrapartida dessa proibição, o Melbourne Underground Film Festival, que ocorre no mesmo período do Melbourne International Film Festival, seguindo sua fama de exibir filmes controversos, realizou um sação com L.A. Zombie em 29 de Agosto. Embora a policia não tenha impedido a exibição do filme, ela mais tarde vasculhou a casa do diretor Richard Wolstencroft na manha de 11 de novembro de  2010. Wolstencroft admitiu que havia exibido o filme, mas que a cópia original tinha sido destruída.
L.A. Zombie estreou no Reino Unido no Raindance Film Festival em Londres no dia 1 de Outubro de 2010. Foi reportado que " pelo menos um terço da platéia saiu estupefata".